# 七戸町コミュニティバス

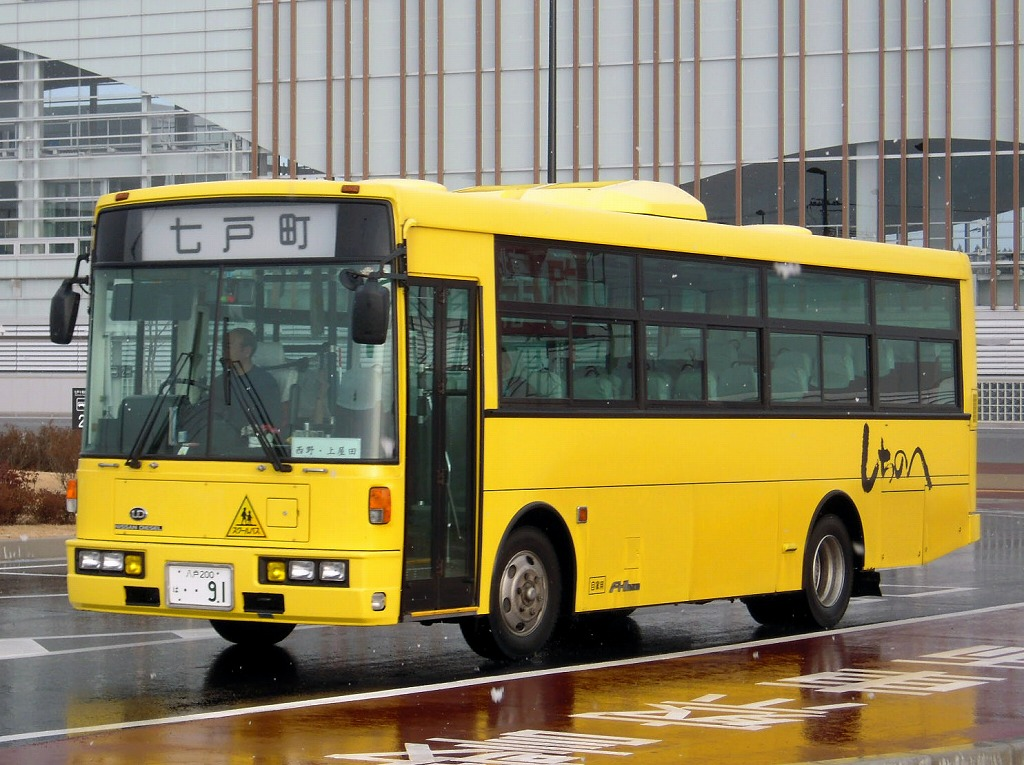
七戸町コミュニティバス（西野・上屋田線の車両）

七戸町コミュニティバス（しちのへまちコミュニティバス）は、青森県上北郡七戸町にて運行しているコミュニティバスである。自家用自動車（白ナンバー車）による有償運送である。なお、天間林村との合併前に、（旧）七戸町および天間林村で運行されていたコミュニティバスについても、特記事項で述べる。

## 概要
（2009年現在）
- 運賃は1乗車100円、身障者手帳提示の場合50円、高校生以下は無料。11枚綴り1,000円の回数券を発行。
- 土曜・日曜・祝祭日及び年末年始（12月29日 - 1月3日）、お盆（8月13日 - 15日）は運休

## 沿革
- 2003年4月7日 - 運行開始。
- 2005年3月31日 - 天間林村との合併により、旧天間林村の村民バスを「町民バス」として継承。
- 2006年7月1日 - ゆうずらんどの休館日変更に合わせて、コミュニティバスの運休日を月曜から土曜・日曜に変更（祝祭日は運行）。
- 2007年4月2日? - コミュニティバスと町民バスとを統合、路線・運行曜日を大幅変更。
- 2007年12月3日 - 一部路線の運行曜日、時刻、コースを変更。
- 2008年5月3日 - 祝祭日及びお盆（8月13日 - 15日）を運休日に変更。
- 2010年12月6日 - 東北新幹線開業に伴い、七戸十和田駅経由となる。
- 2011年9月1日 - ダイヤ改正を行い、電気バス運行を含む5台体制で運行を始める。

## 路線

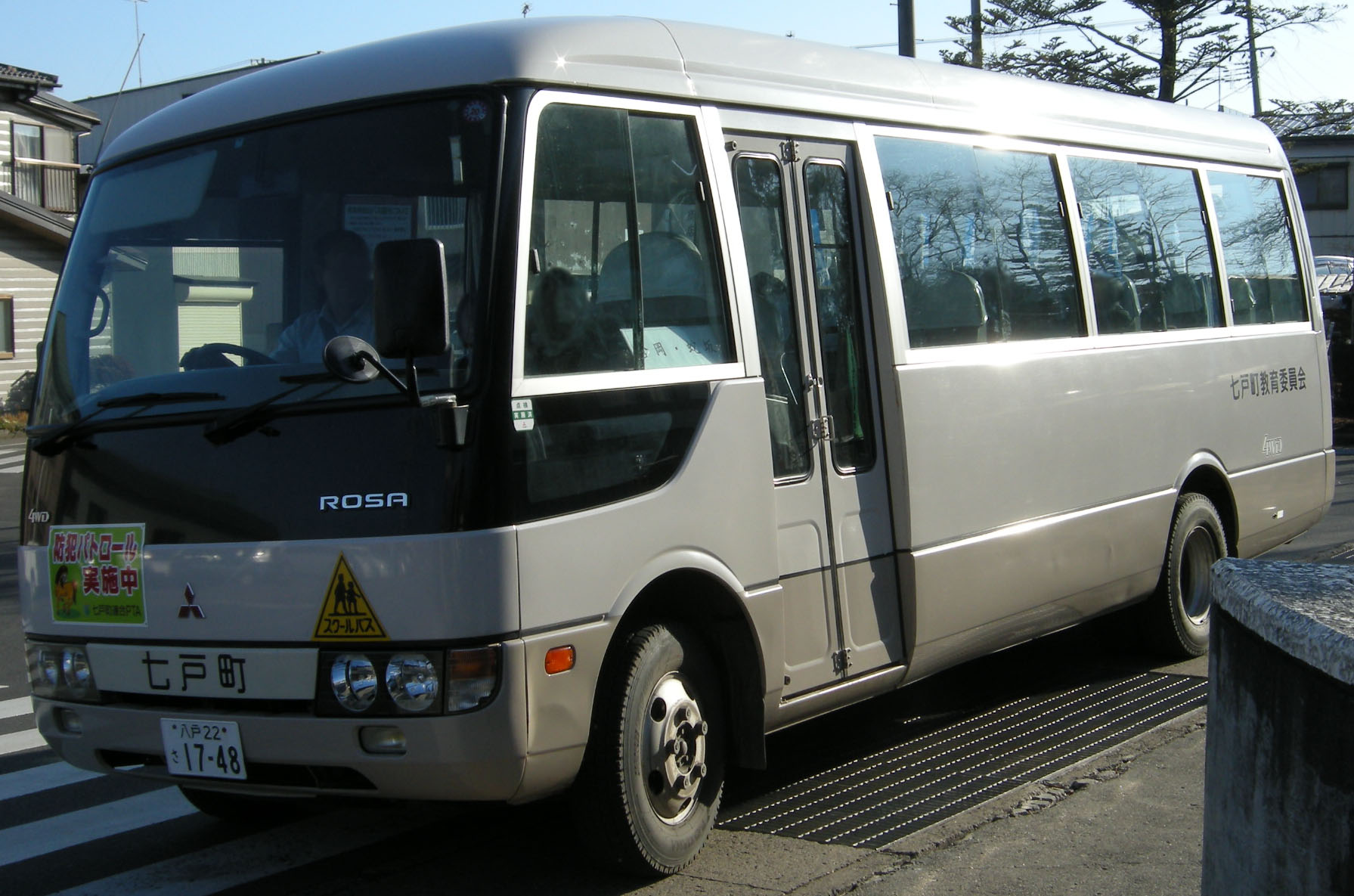
倉岡・蛇坂線の車両

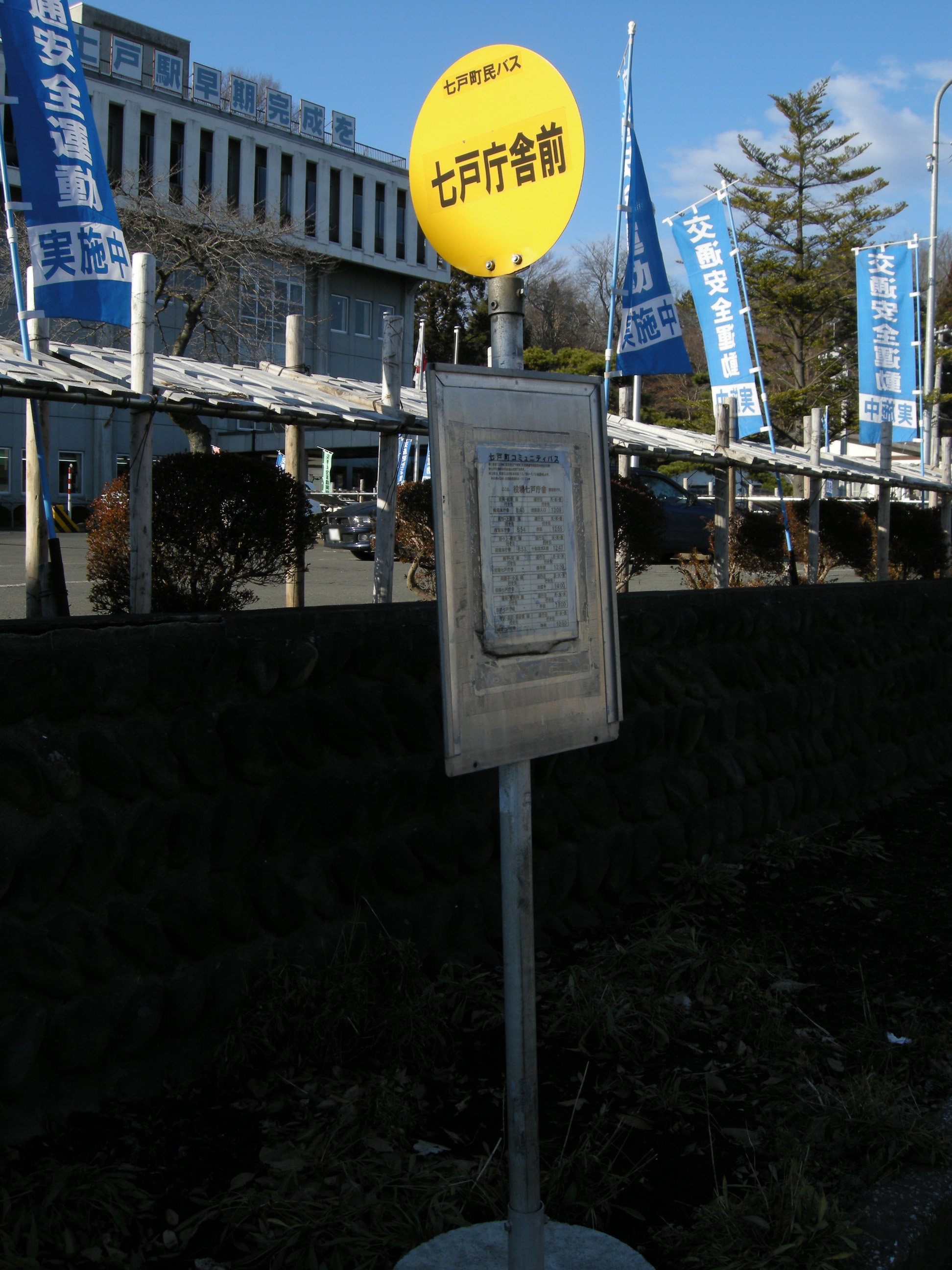
七戸町コミュニティバスのバス停

※2010年12月6日現在。

### 七戸地区

#### 倉岡・蛇坂線
- 役場本庁舎 - 七戸十和田駅 - ゆうずらんど - 七戸中央 - 役場七戸庁舎 - 下倉岡 - 治部袋入口
  - 月曜・水曜・金曜日のみ運行。

#### 西野・上屋田線
- 役場本庁舎 - 七戸十和田駅 - ゆうずらんど - 七戸中央 - 役場七戸庁舎 - 上屋田 - 西野 - 作田
  - 火曜・木曜・金曜日のみ運行。

#### 野々上・舘野線
- 役場本庁舎 - 七戸十和田駅 - ゆうずらんど - 大池 - 役場七戸庁舎 - 七戸中央 - 見町 - 野々上待機所 - 十和田ガス前
  - 火曜・木曜・金曜日のみ運行。

### 天間林地区

#### 柳平・坪線
- 役場七戸庁舎 - 七戸中央 - ゆうずらんど - 七戸十和田駅 - 役場本庁舎 - 坪 - 柳平南
  - 月曜・火曜・木曜日のみ運行。

#### 向原子・小又線
- 役場七戸庁舎 - 七戸中央 - ゆうずらんど - 七戸十和田駅 - 役場本庁舎 - 小又 - 向原子
  - 月曜・火曜・木曜日のみ運行。

#### 榎林・荒熊内線
- 役場七戸庁舎 - 七戸中央 - ゆうずらんど - 七戸十和田駅 - 荒熊内 - 役場本庁舎 - 榎林 - 甲田
  - 月曜・火曜・水曜日のみ運行。

#### 寺沢・底田・鳥谷部線
- 役場七戸庁舎 - 七戸中央 - ゆうずらんど - 七戸十和田駅 - 役場本庁舎 - 鳥谷部西 - 底田 - 役場本庁舎 - 一本木 - 寺沢
  - 月曜・水曜・金曜日のみ運行。

## 合併前の運行形態
合併前の七戸町コミュニティバス及び、天間林村の村民バスの概要・路線は以下の通り。

### 七戸町コミュニティバス

#### 概要
- 運賃は1乗車100円、高校生以下は無料。11枚綴り1,000円の回数券を発行。
- 月曜日、祝日及び年末年始（12月29日 - 1月3日）は運休
- 最終便は小学校スクールバスを兼ねるため、城南小学校または七戸小学校を経由
- 運転業務を南部縦貫（但し土日はシルバー人材センター）に委託

#### 路線
作田・上川目方面（黄色バス）
- ゆうずらんど - 倉越歩道橋付近 - 笊田川久保 - 七戸病院停留所 - まちの駅 - 役場前 - （城南小学校） - 音道商店前 - 上屋田資材置場 - 西野集会所 - 萩ノ沢待機所 - 八栗平待機所 - 清水頭待機所 - 上田待機所 - 山屋待機所 - 八ヶ田待機所 - 上川目交流センター待機所 - 八尺堂入口 - 作田入口

野々上・川去方面（緑バス）
- ゆうずらんど - 倉越歩道橋付近 - 笊田川久保 - 七戸病院停留所 - まちの駅 - 役場前 - 蒼前神社前 - （城南小学校） - 天神林給油所脇 - 旧ヘアサロンエリコ前 - 夏焼T字路倉庫前 - 下見町 - 見町集会場待機所 - 見町バス停前 - 中村待機所 - 野々上待機所 - 野左掛待機所 - 沼ノ沢待機所 - 横長根待機所 - 一の森 - 川去十和田ガス脇

倉岡・荒熊内方面（七小スクールバス）
- ゆうずらんど - 倉越歩道橋付近 - 笊田川久保 - 七戸病院停留所 - まちの駅 - 役場前 - 七戸高校教員住宅前 - 道の駅（文化村） - 荒熊内国道4号T字路 - 荒熊内集会所前 - 田中土木事務所前 - （七戸小学校） - 大池商店前 - 十役野ゆう美容室前 - 七戸電気通信工業前 - うさぎ屋前 - 鍛治林待機所 - 左組待機所 - 上牧場待機所 - 南斗内待機所 - 銀南木入口待機所 - 倉岡待機所 - 治部袋待機所

### 天間林村 村民バス

#### 概要
- 運賃は1乗車100円、回数券はなし
- 金曜 - 日曜、祝日及び年末年始（12月29日 - 1月3日）は運休
- 運行は、十和田観光電鉄に委託

#### 路線
坪・白石コース
- ふれあいセンター - 運動公園前 - 農協前 - 役場前 - 道ノ上 - 小又入口 - 黄金 - 金沢 - 原子 - 白石集会所前 - 白石 - 上原子 - 向原子 - 柳平南 - 柳平 - 尾山頭 - 後平 - 馬込 - 曙 - 蒼前 - 上坪 - 坪
火曜・木曜のみの運行。

李沢・天間舘コース
- ふれあいセンター - 団地前 - 桜木 - 北天間 - 農協前 - 役場前 - 運動公園前 - 北天間 - 南天間 - 東天間 - 天寿園 - 一本木 - 北一本木 - 八甲田高校 - 石沢 - 船場向 - 寺沢 - 李沢 - 甲田
月曜・水曜のみの運行。

二ツ森・榎林・四ヶ村コース
- ふれあいセンター - 農協前 - 役場前 - 運動公園前 - 北天間 - 十字路 - 南十字路 - 原久保入口 - 狐久保 - 上野崎 - 野崎 - 長沢 - 中岫 - 花松 - 榎林中学校前 - 榎林 - 東榎林 - 昭和 - 東小学校前 - 貝塚 - 二ツ森集会所 - 西二ツ森
火曜・木曜のみの運行。

哘・中野コース
- ふれあいセンター - 運動公園前 - 農協前 - 役場前 - 長下 - 中野 - 手代森 - 向中野 - 鳥谷部東 - 栄 - 鳥谷部西 - 大沢南 - 大沢 - 夏間木北 - 夏間木 - 十枝内 - 哘北 - 哘 - 底田 - 古和備 - 市ノ渡 - 市ノ渡北 - 栗ノ木沢 - 金木 - 黄金 - 小又
月曜・水曜のみの運行。

#### 合併後の対応
七戸町との合併時に、村民バスについては以下の通り変更された。
- 名称を「町民バス」に変更
- 全路線をふれあいセンター - 七戸庁舎前間延長
  - 延長区間の経路は、ふれあいセンター - 七戸町文化村前 - ゆうずらんど - 七戸案内所 - 七戸病院前 - 南公民館前 - 七戸庁舎前
- 李沢・天間舘コース、哘・中野コースの運行曜日を水曜・金曜に変更
- 回数券（11枚綴り1,000円）がコミュニティバスと共通で使用可能に